# Kaka söker maka
Kaka söker maka är en roman av P.G. Wodehouse, utgiven i England och USA 1949 med titeln The Mating Season. Det är den femte romanen om Bertie Wooster och hans betjänt Jeeves. Den översattes till svenska av Birgitta Hammar och utgavs på Albert Bonniers förlag 1951.

## Handling
Runt Bertie Wooster hotas fler kärleksförhållanden än någonsin av sammanbrott. Berties trogne och kapable betjänt Jeeves träffar två släktingar. En hollywoodstjärnas enerverande blandrashund, lystrande till namnet Sam Goldwyn, frihetsberövas, liksom ödlefantasten Gussie Fink-Nottle – den senare för att i berusat tillstånd vadat i fontänen på Trafalgar Square i jakt på vattenödlor. Bertie måste hantera fem fastrar på ett bräde. Inte hans egna, men fastrar är alltid fastrar.